# 로버트 치알디니
로버트 베노 치알디니(Robert Beno Cialdini, 1945년 4월 27일 ~ )는 미국의 대학 교수, 심리학자, 작가이다. 애리조나 주립 대학교의 심리 마케팅학과 교수이며, 《설득의 심리학》의 저자로 잘 알려져 있다. 이 책은 26개의 언어로 번역되어 각 나라에서 출판되었으며, 뉴욕 타임스가 선정한 경영 베스트 셀러 리스트에 이름을 올렸다.